# Saccoloma trichophyllum
Saccoloma trichophyllum là một loài dương xỉ trong họ Saccolomataceae. Loài này được G.B.Nair mô tả khoa học đầu tiên năm 1992.
Danh pháp khoa học của loài này chưa được làm sáng tỏ. 